# Allen Whipple
Allen Oldfather Whipple (2. září 1881 – 6. dubna 1963) byl americký chirurg, známý díky operaci rakoviny slinivky břišní, která nese jeho jméno (Whippleova operace) a také díky Whippleově triádě.
Whipple se narodil rodičům Levi Whipple a Mary Louise Whipple v Íránském městě Urmia. Navštěvoval Princetonskou univerzitu a doktorát získal na Kolumbijské univerzitě v roce 1908, licenci k praktikování medicíny ve státě New York získal v únoru roku 1910. Stal se profesorem chirurgie na Kolumbijské univerzitě, kde učil od roku 1921 do roku 1946. V roce 1935 se začal věnovat resekci slinivky břišní (pankreatikoduodenektomie) a jeho původní technika byla od té doby významně upravena. V roce 1940 zkrátil operaci na jednofázový proces.
Během svého života Whipple provedl 37 pankreatikoduodenektomií. Je také znám nalezením tří klinických příznaků, typických pro inzulinom, Whippleova triáda.
Dohlížel na chirurgickou rezidenturu Virginie Apgarové, později jí doporučil, aby přesunula svou lékařskou kariéru na pole anesteziologie. Apgarová zavedla tzv. Apgar skóre, sloužícího k rychlé deskripci stavu novorozenců.
Whipple se později stal prezidentem Columbia University College of Physicians and Surgeons. Byl také členem dozorčí rady na Princetonské univerzitě a držitelem ceny Woodrow Wilsona, kterou získal v roce 1958.